# Stor-Sekastgraven
Stor-Sekastgraven är en sjö i Umeå kommun i Västerbotten och ingår i Dalkarlsån-Sävaråns kustområde. Sjön har en area på 0,104 kvadratkilometer och ligger 3 meter över havet. Stor-Sekastgraven ligger i Holmöarna Natura 2000-område.

## Delavrinningsområde
Stor-Sekastgraven ingår i det delavrinningsområde (708141-175149) som SMHI kallar för Rinner till N n Kvarkens kustvatten. Medelhöjden är 5 meter över havet och ytan är 27,83 kvadratkilometer. Det finns inga avrinningsområden uppströms utan avrinningsområdet är högsta punkten. Avrinningsområdets utflöde mynnar i havet, utan att ha någon enskild mynningsplats.